# Recensement des États-Unis de 1930
Le recensement des États-Unis de 1930 est un recensement de la population lancé le 1er avril 1930 aux États-Unis qui comptaient alors 122 775 046 habitants.